# Gabriel Laffaille
Pour les articles homonymes, voir Lafaille.
Gabriel Laffaille, né à Pouzac, près de Bagnères-de-Bigorre, le 3 avril 1778, y décède en 1840.

## Biographie
Officier du génie dans les armées de Napoléon Ier, il sert sous le Premier Empire et la Restauration française. Il sera promu chef de bataillon le 12 janvier 1809. Il participe sous la direction du général Jacob François Marola à la défense de Besançon dont il fit détruire de façon inopportune de nombreux édifices du 9 janvier au 2 mai 1814. Promu colonel le 21 octobre 1823, maréchal de camp en 1833, il est considéré comme l'un des officiers généraux les plus distingués de l'armée.
Sa réputation de savant, d'homme de bien et de guerrier intrépide est telle que le roi Louis-Philippe Ier a désiré voir ses deux fils, le Duc d'Orléans et le duc de Nemours, suivre auprès de lui la campagne de Belgique. Il servit ainsi de précepteur militaire à ces princes.

## Distinctions
- Chevalier de la Légion d'honneur du 4 septembre 1808
- Officier de la Légion d'honneur du 6 octobre 1811

## Ouvrages
- Mémoires sur la campagne du corps d'armée des Pyrénées orientales, Anselin et Pochard, 1826 lire en ligne sur Gallica
- Précis des campagnes de Catalogne de 1808 à 1814, Anselin et Pochard, 1826
- « Mémoires du général Laffaille », Carnet de la Sabretache : revue militaire rétrospective, publiée mensuellement par la Société "La Sabretache", vol. 33, no 338, p. 193 sqq lire en ligne sur Gallica

## Hommage
- Un obélisque, érigé devant sa maison natale à Pouzac, commémore ses mérites militaires.